# Атинагор I Константинополски
Атинагор (на гръцки: Αθηναγόρας Αʹ, на турски: Ekümenik Patrik Athenagoras) е вселенски патриарх от 1 ноември 1948 година до своята смърт през 1972 година.
Той съдейства за помиряването на православната и римокатолическата християнска църква. По негова инициатива през 1964 година се състои среща между него и римския папа Павел VI в Йерусалим, което е първата среща на водачите на двете църкви след 1439 година.  На нея се отменя взаимната анатема, която съществува от Източно-западната схизма от 1054 година.